# Віюдита ряба

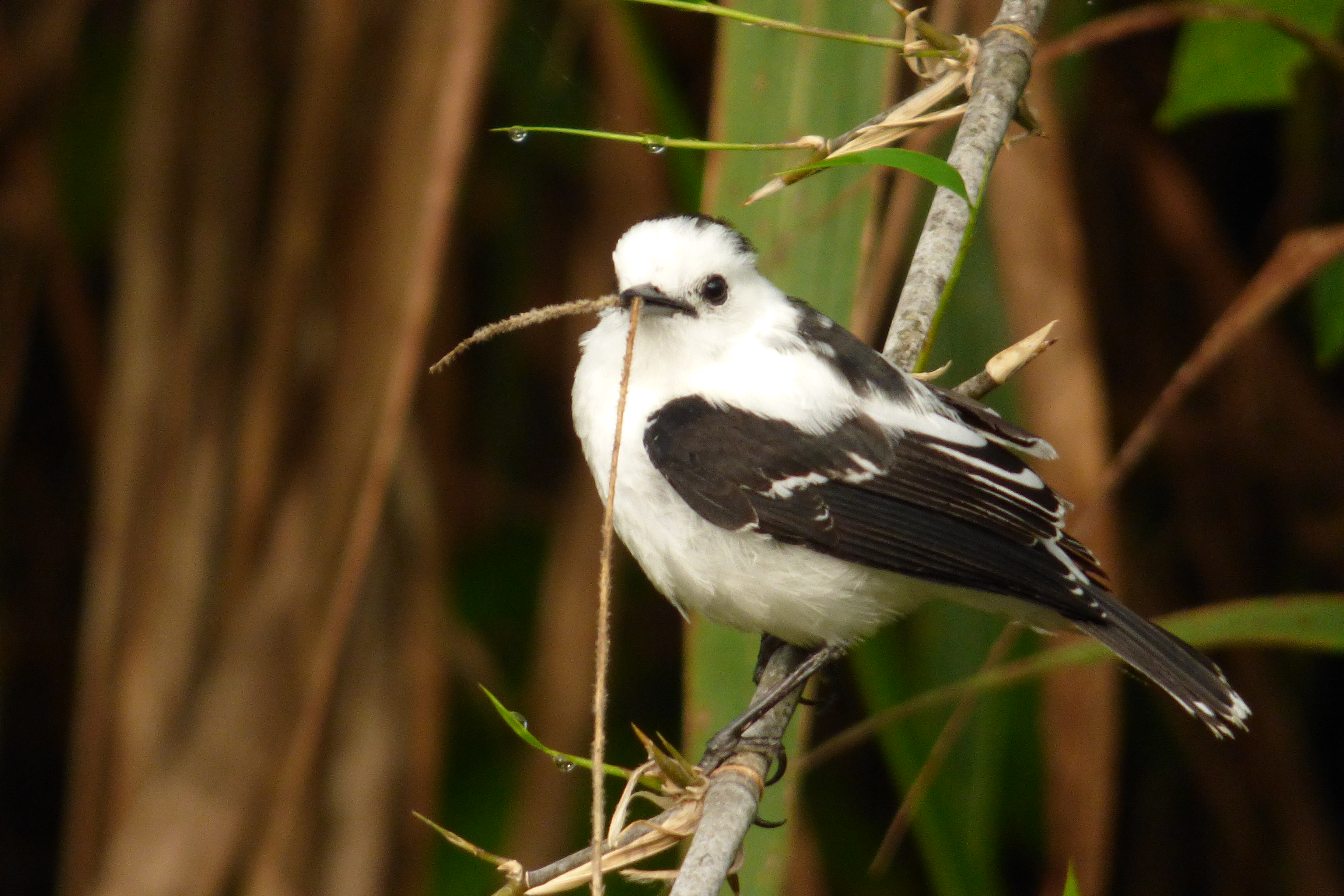
Ряба віюдита

Віюди́та ряба (Fluvicola pica) — вид горобцеподібних птахів родини тиранових (Tyrannidae). Мешкає в Центральній і Південній Америці.

## Таксономія
Ряба віюдита була описаний французьким натуралістом Жоржем-Луї Леклерком де Бюффоном в 1779 році в праці «Histoire Naturelle des Oiseaux» за зразком з Каєнни (Французька Гвіана). Науково вид був описаний в 1783 році, коли голландський натураліст Пітер Боддерт класифікував його під назвою Muscicapa pica. Пізніше вид був переведений до роду Віюдита (Fluvicola).

## Опис
Довжина птаха становить 13,5 см, вага 13 г. Забарвлення переважно біле, крила чорні, стернові пера чорні з білими кінчиками. Від потилиці до спини іде чорна смуга. У самиць ті частини тіла, які у самців є чорними, можуть мати коричнюватий відтінок, а у молодих птахів вони повністю коричневі.

## Поширення і екологія
Рябі віюдити мешкають в центральній і східні Панамі, в Колумбії, Венесуелі, Гаяні, Французькій Гвіані, Суринамі, на півночі Бразилії (північний захід Амазонасу, північ Рорайми і Амапи), а також локально на сході Еквадору і Перу та на Тринідаді і Тобаго. Бродячі птахи спостерігалися на Підвітряних островах. Рябі віюдити живуть в заростях на берегах річок, озер і струмків, на болотах, на пасовищах і в садах, поблизу води. Зустрічаються поодинці або парами, живляться комахами. Гніздяться в чагарниках над водою. Гніздо кулеподібне з бічним входом, сплетене з трави, встелене пір'ям. В кладці 2-3 білувато-кремових яйця, поцяткованих коричневими плямками. Насиджують і самиці, і самці.